# Mohora
Mohora – wieś i gmina w północnej części Węgier, w pobliżu miasta Balassagyarmat.
Miejscowość leży na obszarze Średniogórza Północnowęgierskiego, w pobliżu granicy ze Słowacją. Administracyjnie osada należy do powiatu Balassagyarmat, wchodzącego w skład komitatu Nógrád.
Gmina Mohora zajmuje obszar 15,95 km²; w 2009 roku liczyła 968 mieszkańców.